# Robert Duffy

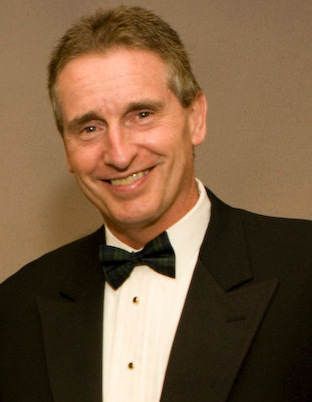
Robert Duffy (2009)

Robert John „Bob“ Duffy (* 21. August 1954 in Rochester, New York) ist ein US-amerikanischer Politiker der Demokratischen Partei. Er war von Januar 2011 bis Januar 2015 Vizegouverneur des Bundesstaates New York unter Gouverneur Andrew Cuomo. Zuvor bekleidete er seit 2006 das Amt des Bürgermeisters seiner Heimatstadt Rochester.

## Leben
Duffy wurde 1954 in Rochester geboren, nach dem Abschluss der Highschool 1972 begann er einen Studienlehrgang im Bereich Kriminalwissenschaft. Ab 1976 war er bei der Polizei seiner Stadt tätig, wo er zum Captain aufstieg. Im Jahr 1998 wurde er zum Leiter der Stadtpolizei ernannt. Nachdem der bisherige Bürgermeister von Rochester, William A. Johnson, im Jahr 2005 bekanntgab, er werde nicht erneut zur Wahl stehen und sich in den Ruhestand verabschieden, kündigte Duffy seine Kandidatur für dieses Amt an. Nach gewonnener Wahl trat er es zum Jahresbeginn 2006 an.
Im Vorfeld der Gouverneurswahlen des Jahres 2010 wurde er von dem demokratischen Anwärter Andrew Cuomo für das höchste Amt New Yorks als Running Mate ausgewählt. Robert Duffy wurde folglich von den Demokraten nominiert und mit Cuomo im November 2010 zum Vizegouverneur von New York gewählt. Das Duo konnte sich mit 62 % der Stimmen klar durchsetzen. Thomas S. Richards übernahm im Anschluss das Amt des Bürgermeisters von Rochester. Am 1. Januar 2011 wurde Duffy als Vizegouverneur vereidigt.
Im Mai 2014 teilte Duffy der Öffentlichkeit mit, er werde aus gesundheitlichen Gründen bei der Gouverneurswahl im November 2014 nicht erneut als Running Mate von Andrew Cuomo zur Verfügung stehen. Gouverneur Cuomo entschied sich für die frühere Kongressabgeordnete Kathy Hochul als Anwärterin für den Posten des Vizegouverneurs, die ihn zum Jahreswechsel auf 2015 ablöste.
Duffy ist seit 1986 verheiratet und hat zwei Kinder.